# Xã Kilkenny, Quận Le Sueur, Minnesota
Xã Kilkenny (tiếng Anh: Kilkenny Township) là một xã thuộc quận Le Sueur, tiểu bang Minnesota, Hoa Kỳ. Năm 2010, dân số của xã này là 404 người.